# Anybody's game
『anybody's game』（エニバディズ ゲーム）は、小松未歩の4枚目のシングル。1998年3月18日にAmemura O-town Record/Spoonfulより発売された。

## 背景
表題曲は、NHK総合の水曜ドラマ『おじさん改造講座』の主題歌に使用され、これまでのアニメソングから一転して初のドラマ主題歌に起用された。

## 記録
オリコンチャート最高位9位を獲得し、累計売上枚数20万枚の売上を記録している。

## 収録曲
| 全作詞・作曲: 小松未歩、全編曲: 古井弘人。 |                                         |          |            |      |
| #                                          | タイトル                                | 作詞     | 作曲・編曲 | 時間 |
| 1.                                         | 「anybody's game」                      | 小松未歩 | 小松未歩   | 4:07 |
| 2.                                         | 「1万メートルの景色」                   | 小松未歩 | 小松未歩   | 4:00 |
| 3.                                         | 「anybody's game」(original karaoke)    | 小松未歩 | 小松未歩   | 4:07 |
| 4.                                         | 「1万メートルの景色」(original karaoke) | 小松未歩 | 小松未歩   | 4:00 |
| 合計時間:                                  | 合計時間:                               | 16:14    |            |      |

## タイアップ
- フジテレビ系列情報番組『えすえふ』エンディングテーマ (#1)
- NHK総合水曜ドラマ『おじさん改造講座』主題歌 (#1)
- KBS京都制作・UHF34局ネット音楽番組『J-ROCK ARTIST BEST50』オープニングテーマ (#1)
- 読売テレビ制作・日本テレビ系列『鳥人間コンテスト選手権大会』1998年度テーマソング[注釈 2] (#2)
- 静岡朝日テレビスポーツ情報番組『スポーツパラダイス』エンディングテーマ (#2)
- いわき明星大学ラジオCMソング (#2)

## 収録アルバム
- 『小松未歩 2nd 〜未来〜』(#1,2) ※anybody's gameはシングルバージョンとアレンジが異なる。
- 『小松未歩ベスト〜once more〜』(#1)

### リミックス
- 『WONDERFUL WORLD 〜SINGLE REMIXES & MORE〜』(#1) ※『願い事ひとつだけ <moon light night mix>』（編曲：night clubbers）